# CDC123
CDC123 (англ. Cell division cycle 123) – білок, який кодується однойменним геном, розташованим у людей на короткому плечі 10-ї хромосоми. Довжина поліпептидного ланцюга білка становить 336 амінокислот, а молекулярна маса — 39 135.
| 10         |  | 20         |  | 30         |  | 40         |  | 50         |
| ---------- |  | ---------- |  | ---------- |  | ---------- |  | ---------- |
| MKKEHVLHCQ |  | FSAWYPFFRG |  | VTIKSVILPL |  | PQNVKDYLLD |  | DGTLVVSGRD |
| DPPTHSQPDS |  | DDEAEEIQWS |  | DDENTATLTA |  | PEFPEFATKV |  | QEAINSLGGS |
| VFPKLNWSAP |  | RDAYWIAMNS |  | SLKCKTLSDI |  | FLLFKSSDFI |  | TRDFTQPFIH |
| CTDDSPDPCI |  | EYELVLRKWC |  | ELIPGAEFRC |  | FVKENKLIGI |  | SQRDYTQYYD |
| HISKQKEEIR |  | RCIQDFFKKH |  | IQYKFLDEDF |  | VFDIYRDSRG |  | KVWLIDFNPF |
| GEVTDSLLFT |  | WEELISENNL |  | NGDFSEVDAQ |  | EQDSPAFRCT |  | NSEVTVQPSP |
| YLSYRLPKDF |  | VDLSTGEDAH |  | KLIDFLKLKR |  | NQQEDD     |  |            |

A: Аланін

C: Цистеїн

D: Аспарагінова кислота

E: Глутамінова кислота

F: Фенілаланін

G: Гліцин

H: Гістидин

I: Ізолейцин

K: Лізин

L: Лейцин

M: Метіонін

N: Аспарагін

P: Пролін

Q: Глутамін

R: Аргінін

S: Серин

T: Треонін

V: Валін

W: Триптофан

Кодований геном білок за функцією належить до фосфопротеїнів. 
Задіяний у таких біологічних процесах, як клітинний цикл, поділ клітини. 
Локалізований у цитоплазмі.